# Fournival
Fournival é uma comuna francesa na região administrativa de Altos da França, no departamento de Oise. Estende-se por uma área de 11,53 km². Em 2010 a comuna tinha 528 habitantes (densidade: 45,8 hab./km²).